# Niewola. Rapsod
Niewola. Rapsod – poemat Cypriana Kamila Norwida z 1849 roku, którego tematem jest wolność i niewola. Utwór stanowi drugą część Pieśni społecznej.
Poemat filozoficzno-społeczno-polityczny, będący refleksem rzymskich rozmów i przemyśleń poety z 1848 roku. Norwid stawia w nim trzy pytania: czym jest niewola? Skąd pochodzi? I jak daleko Polacy znajdują się na drodze ku wolności? Poemat powstał pod koniec 1849 roku. Został wydrukowany w Lipsku w 1864 roku wraz z poematem Fulminant.

## Okoliczności powstania utworu
Niewola stanowi wierne odbicie dyskusji i refleksji poety z pobytu w Rzymie w 1848 roku. Jest też polemiczną odpowiedzią na Mickiewiczowski Skład zasad z marca 1848. Powstała w 1849 roku już po ukończeniu Pieśni społecznej i Zwolona. Autor uważał Niewolę za drugi poszyt Pieśni społecznej. Norwid sporządził co najmniej dwa teksty rękopiśmienne. Jeden, zatytułowany Trzy pytania, trafił w kwietniu 1850 do księdza Hieronima Kajsiewicza, od niego w czerwcu do Jana Koźmiana, który prawie natychmiast oddał go Teofilowi Lenartowiczowi. Drugi, zatytułowany Niewola, został przekazany Henrykowi Prendowskiemu, który w 1863, za pośrednictwem Edwarda Łubieńskiego, przekazał go firmie F. A. Brockhaus w Lipsku i pokrył koszt druku. Pierwszy rękopis zaginął w nieznanych okolicznościach. Drugi został przesłany przez lipską firmę do rewizji w lutym 1863 z prośbą o możliwie szybkie odesłanie. Poeta wziął się wówczas ostro do pracy nad poprawkami, po czym rękopis zarzucił na wiele miesięcy. Wrócił do niego na początku 1864, po czym w marcu przesłał do Lipska Niewolę i trzy dopełniające ją utwory: stanowiący epilog Niewoli wiersz Plato i archita, poemat filozoficzny Fulminant i wiersz Modlitwa Mojżesza. Ostatecznie utwór ukazał się drukiem w Lipsku w 1864 pod tytułem Niewola i Fulminant. Poemat liczy sobie wraz z epilogiem 500 wersów.

## Treść

### Pierwsze pytanie
Pierwsze pytanie brzmi: czym jest niewola? Nie wystarczy powiedzieć, że to ludzka dola, urodzi się następne pokolenie, któremu nie wystarczy psalm żałobny. Jedni pójdą na zesłanie, inni na wygnanie, lecz ci którzy zostaną w kraju, będą musieli poruszyć przygniatający głaz. I nawet jeśli pierwsze pokolenie się zestarzeje, drugie złamie ból, to przyjdzie kolejne. Skąd wiec bierze się niewola. O ile jest wynikiem złych nawyków, a o ile koniecznością, jak śmierć. Niewola jest postawieniem formy na miejscu celu. Zostałem poczęty, wiem, że muszę skończyć życie, więc nie czekam aż mi wezmą duszę, lecz każdej doby niszczę swą formę duchem, wznoszę się ponad nią, by moje ciało spalało się jak mirra. Przez trud, łzy, krew. Aż przyjdzie śmierć, mistrzyni form i rozbierze moją duszę, a resztę szat wrzuci do czarnej skrzyni. Bo wolność jest przetrawieniem doczesnej formy przez cel.
Wschodnim braciom Słowianom przyniesiono cesarską formę z Zachodu i mają cesarstwo, a nie mają narodu. Braci Czechów i Rusinów cesarska forma z południa zmienia z narodowych na carskich. Polskę przykryto trzema formami, kłamiąc jak Kain, że pod formami życia nie ma. Tych Bóg, który sam jest celem i życiem zapyta: Kto tu pustych form czcicielem? Formy mam używać ja, a nie ona mnie. Inaczej forma zakrywa mi mój cel, Boga, który mój żywot jest i zmartwychwstanie. Naród formy miewa różne, lecz jeśli zabierze mu się jego formę, to on jeszcze wieki może walczyć. Natomiast ze śmiercią cesarza kończy się cała historia cesarstwa. Bo to jest forma, która używa, żyjąc obcym życiem. Poeta chce używać formy, wiedzieć co mu wolno, by to co niewolne zostało na boku, jako wyjątek. Bo ciemność istnieje tylko w stosunku do światła. Podstawą jest wolność, niewola odstępstwem, duch – treścią, ciało – pozorem.
Poeta apeluje do współczesnych sobie kobiet, by z miłości wychodziły za mąż, by nie traktowały małżeństwa jako środka, do tego, by żyć z przyjacielem. Wyrzekać na niewolę ojczyzny, a samej żyć w niewoli i zgniliźnie. Praojciec Adam połączył się z tą, która była bliska jego sercu. I dlatego opuszcza kobieta dla męża swą matkę. Niejeden faryzeusz powie, że doskonałość jest ponad siły ziemianina. Owszem, tylko po co wzniecać ludzką ułomność. Poeta kończy apostrofą do Chrystusa, który nie zmienił ani jednego słowa w Prawie i Prorokach tylko je słońcem wolności przemienił, aby pomóc współczesnym poety nie być ludzkimi niewolnikami.

### Drugie pytanie

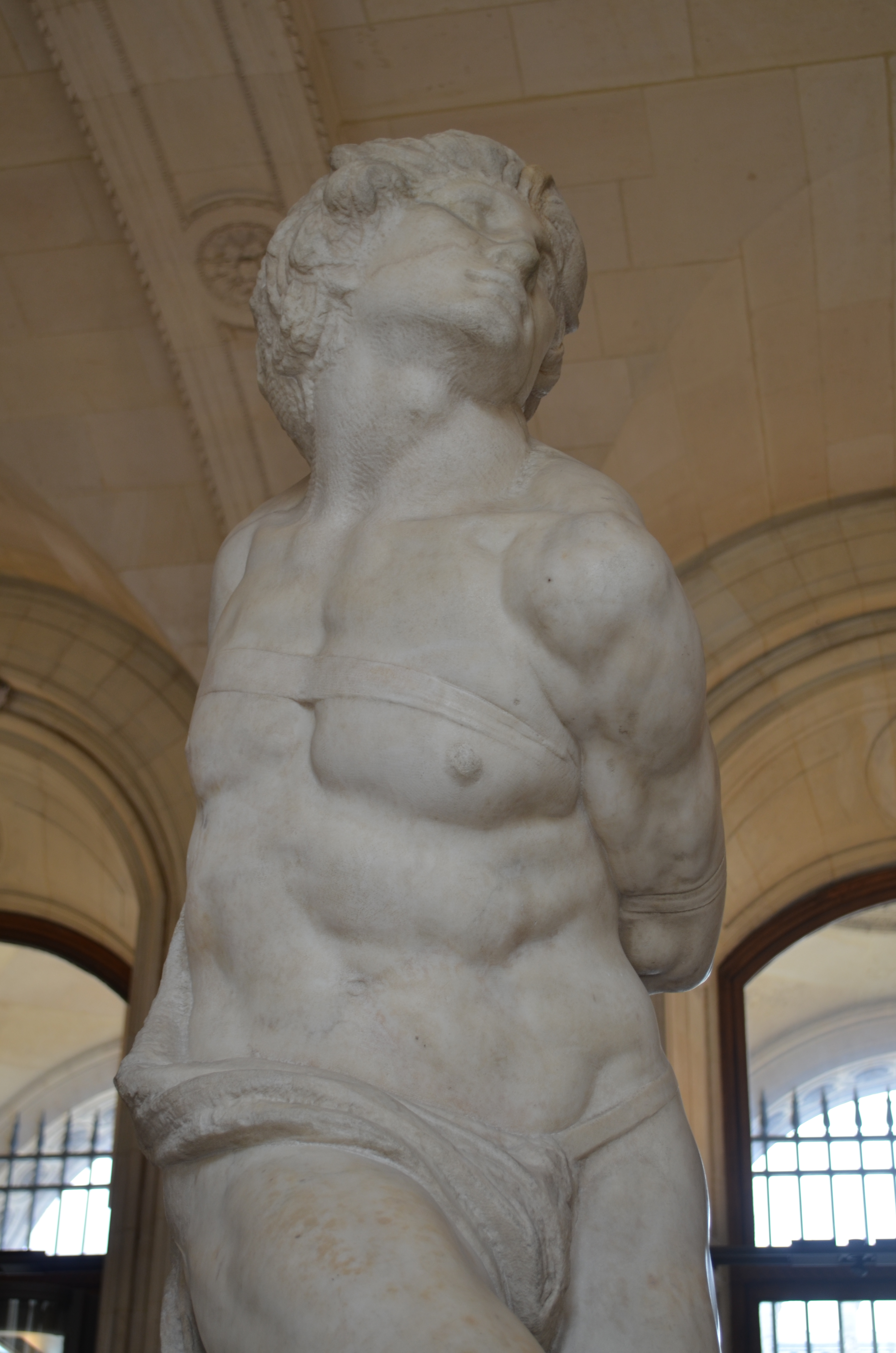
Zbuntowany jeniec. Michał Anioł. 1513-1515

Drugie pytani brzmi: skąd pochodzi niewola? Poeta bada zwaśnione pomiędzy sobą dwa pierwiastki widzialny i niewidzialny, które toczą w nim walkę. Widzi siebie ukrzyżowanego pomiędzy skąd a do czego idę. Postępowi wymazują przeszłość i dzięki temu mówią sobie jak wiele już przebiegli. Ale żeby zmierzyć drogę trzeba wiedzieć skąd się przyszło. Opieszali usuwają przyszłość, lecz nie da się zamknąć ducha w przeszłości. Są jeszcze i tacy, którzy wykrzywiają formę, jak kiedyś pitagorejczycy, którzy oślepiali się, żeby móc bez przeszkód kontemplować to, co niewidzialne. Lecz co innego jest niszczyć ciało, by je przekroczyć, a co innego gdy jego ograniczenia przekracza się duchem. W człowieku niewola jest z ciała, skoro je za cel duch postawi sobie. W narodzie – jeśli formę życia, nawet doskonałą postawi się jako cel, a nie środek.

### Trzecie pytanie
Trzecie pytanie brzmi: jak daleko polski naród postąpił w dziele wolności? Poeta bada jak mocno zostało podźwignięte wieko trumny, by mógł wiedzieć, czego może się spodziewać. Ponieważ naród cierpi, nie może być ideą, lecz bytem organicznym. Dlatego Bóg może go ukarać, gdy wzbije się w pychę jak Goliat. Jako organizm żywy naród ma prawo do bytu politycznego i to takiego, na jaki sobie zasłużył, by mógł go użyć dla swej wolności. Poeta, wbrew niewolnikom formy cesarskiej schodzi do limba wielkiego narodu, pomiędzy mogiły, rozbiegane konie, bladych wygnańców, ale też głupstwo czerstwe i czczość.
Naród u podstaw swych jest patriotyzmem, a więc miłością, która potrafi rozsadzić grób nakryty wiekiem carskiej niewoli. W sobie zaś składa się z Rzecz-pospolitej i z form czasowych. Rzeczpospolita nie znosi form, z którymi jest złączona, i których używa, tak zmierza w wolnym zaprzeczaniu przez umartwienia ku zmartwych-powstaniu. O ludziach wolnych mówią najpierw republikanie. Gardzą względami tłumu i panów. Nie są zbyt praktyczni, cała ich praktyczność to parcie w przyszłość. Kiedy muszą coś formalnego postanowić, ustępują nieco ze swych zasad, przybierając kształt niepewny. Wszystkim dla nich jest postęp. Nie uznają niczego stałego, wszystko czeka na zmiany. Temu pędowi czekania bez miary nie warto powierzać sprawy narodowej. Wielkim skarbem narodu są rody, które dopóki nie zwekslują się na handel posagami są jak kolumny ołtarza. Ród, który swój cel ma w duchu rodu, nieustannie walczy z carstwem. Gminy republikańskie niech więc wybiorą duchy rodów. Z tych wstanie mąż Bolesławowego ducha, który sam sobie włoży koronę na głowę i wstąpi w sejm. Tak ukształci się sumienie gmin, baczenie rodów i siła męża naczelnego Rzeczypospolitej.
Tak cierpi organizm narodowy, lecz czy dożył już formy wolniejszej: prostoty w gminie, uczciwości w rodzie, czy dalej woli pędzić za lada manią, liczyć na rewolucję albo cud, to musi rozsądzić czytelnik, bo żaden poeta nie zrzuca z niebios prawd... lecz o nie woła. Naród trwa, bo cierpi. Pierwszą tedy powinnością jest poznać go i krzepić miłością.

## Recepcja poematu
Stanisław Cywiński (1914) uważał utwór za mający dla filozofii społecznej Norwida takie znaczeni jakie ma Promethidion dla estetyki. Zenon Przesmycki (1932) oceniał go jako jeden z centralnych dla twórczości poety utworów. Zygmunt Wasilewski (1934) zarzucał autorowi ciemność z powodu zupełnego oderwania się od rzeczywistości, przeniesienia spraw politycznych na teren metafizyki i pomieszania kątów widzenia, systemów myślenia i form wyrazu. Władysław Arcimowicz (1935) widział w poemacie dopełnienie Pieśni społecznej, którą znacznie przewyższa, i znakomicie mógłby wyjaśnić. Manfred Kirdl (1936) uważał prolog utworu za artystyczny dziwoląg, który jednak w dalszym rozwoju poematu został przezwyciężony, choć i dalej zdarzają się pośród momentów żywych, suche i niezrozumiałe. Za najlepsze artystycznie uważał chwile lirycznych wynurzeń poety. Tadeusz Makowiecki (1952) zwrócił uwagę na obronę przez poetę znaczenia życia w kraju, cierpień, pracy i trwania.